# Confiteor
Il Confiteor è una tradizionale preghiera penitenziale del rito romano. I libri liturgici per la Messa tridentina prescrivono il suo uso all'inizio della messa (dopo la recita del Salmo 42), nell'ora di compieta e all'inizio dei sacramenti dell'unzione degli infermi e della penitenza. I libri successivi al Concilio Vaticano II lo presentano come una delle forme dell'atto di penitenza con cui si inizia la celebrazione della messa, in alternativa con altre formule.
Nella messa tridentina esso viene recitato prima dal celebrante e poi dai ministri o (a partire dal XX secolo per influsso del movimento liturgico) dal popolo. Dopo ognuna delle due volte lo segue una preghiera, il Misereatur, per chi l'ha recitato. Poi il sacerdote dà l'assoluzione dai peccati veniali con la preghiera Indulgentiam.
Nella messa riformata dopo il Concilio Vaticano II il Confiteor, se si usa, è recitato in comune da tutta l'assemblea.
Al di fuori della messa può esser recitato, con piccole varianti, nella preghiera individuale. Per esempio può sostituire o seguire l'esame di coscienza previsto nella compieta.

## Storia
Mentre le liturgie orientali iniziano con una confessione dei peccati fatta dal celebrante, i più antichi documenti del rito romano presentano la messa che ha principio con l'introito, sebbene il celebrante potrebbe aver recitato una confessione simile al confiteor come preghiera privata in sacrestia. Solo nel X o XI secolo ci sono prove della preparazione della messa recitata all'altare.
Fuori della messa alcune preghiere simili al confiteor apparivano già in precedenza. La "Regola Canonica" di Crodegango di Metz (morto nel 743) raccomanda: "Prima di tutto prostratevi umilmente alla vista di Dio... e pregate la Beata Maria con i santi apostoli e martiri e confessori di pregare il Signore per voi." Egberto di York (morto nel 766) dà una forma breve che è il germe della preghiera presente: "Dite a colui a cui desiderate confessare i vostri peccati: per mia colpa ho troppo peccato in pensieri, parole e opere." In risposta il confessore diceva quasi esattamente il Misereatur.
Il Confiteor è menzionato per la prima volta come parte dell'introduzione della messa da Bernoldo di Costanza (morto nel 1100) nella forma: "Confiteor Deo omnipotenti, istis Sanctis et omnibus Sanctis et tibi frater, quia peccavi in cogitatione, in locutione, in opere, in pollutione mentis et corporis. Ideo precor te, ora pro me". Seguono il Misereatur e l'Indulgentiam, il primo leggermente differente, ma il secondo identico al testo del messale del 1962. La forma del confiteor del 1962 si trova identica nell'"Ordo Romanus XIV" del XIV secolo con una leggera variante: "Quia peccavi nimis cogitatione, delectatione, consensu, verbo et opere" e compare parola per parola in un decreto del Terzo Concilio di Ravenna (1314).
Comunque, la forma, e specialmente l'elenco dei santi invocati, variavano considerabilmente durante il Medioevo. In molti messali è più breve: "Confiteor Deo, beatae Mariæ, omnibus sanctis et vobis". Nel Messale di Paolo III (1534-1549) è: "Confiteor Deo omnipotenti, B. Mariæ semper Virgini, B. Petro et omnibus Sanctis et vobis Fratres, quia peccavi, mea culpa: precor vos orare pro me". La forma scelta per il messale tridentino di papa Pio V (1570) fu l'unica in uso nel rito romano fino al 1969, ad eccezione dei certosini, carmelitani e domenicani, i cui messali al momento del concilio di Trento erano più antichi di 200 anni. Queste tre forme erano piuttosto brevi e contenevano solo un "mea culpa"; i domenicani invocano, accanto alla Beata Vergine, san Domenico. Inoltre, altri ordini ebbero il privilegio di aggiungere il nome del proprio fondatore dopo quello di san Paolo (ad esempio i francescani), e il patrono del luogo fu pure inserito in questo punto in alcuni usi locali.

## Testi

### Testo latino nel messale del 1970
Misereatur nostri omnipotens Deus et, dimissis peccatis nostris, perducat nos ad vitam aeternam. Amen.»

### Testo italiano odierno
E supplico la beata sempre vergine Maria, gli angeli, i santi e voi, fratelli e sorelle, di pregare per me il Signore Dio nostro.
Dio onnipotente abbia misericordia di noi, perdoni i nostri peccati e ci conduca alla vita eterna.»

### Testo latino nel messale tridentino
Di seguito si riporta il testo latino e traduzione, con note gestuali fra parentesi quadre.
"S." indica le parole pronunciate soltanto dal sacerdote (celebrante), mentre "C." indica le parole pronunciate dal chierico o dall'assemblea di tutti i presenti:.
«[Nota: al Confiteor si sta mediocremente inchinati fin dopo il Misereatur del sacerdote; alle parole tibi, Pater e te, Pater alquanto rivolti verso il celebrante].

S. Confiteor Deo omnipotenti, beatae Mariae semper Virgini, beato Michaëli Archangelo, beato Ioanni Baptistae, sanctis apostolis Petro et Paulo, omnibus Sanctis et vobis, fratres, quia peccavi nimis cogitatione, verbo et opere, mea culpa, mea culpa, mea maxima culpa.

[Nota: Si percuote tre volte il petto con la mano destra distesa e le dita unite].

Ideo precor beatam Mariam semper Virginem, beatum Michaëlem Archangelum, beatum Ioannem Baptistam, sanctos Apostolos Petrum et Paulum, omnes Sanctos et vos, fratres, orare pro me ad Dominum Deum nostrum.
C. Misereatur tui omnipotens Deus et, dimissis peccatis tuis, perducat te ad vitam aeternam.

S. Amen.
C. Confiteor Deo omnipotenti, beatae Mariae semper Virgini, beato Michaëli Archangelo, beato Ioanni Baptistae, sanctis apostolis Petro et Paulo, omnibus Sanctis et tibi, pater, quia peccavi nimis cogitatione, verbo et opere, mea culpa, mea culpa, mea maxima culpa.

[Nota: Si percuote tre volte il petto con la mano destra distesa e le dita unite].

Ideo precor beatam Mariam semper Virginem, beatum Michaëlem Archangelum, beatum Ioannem Baptistam, sanctos Apostolos Petrum et Paulum, omnes Sanctos et te, pater, orare pro me ad Dominum Deum nostrum.
S. Misereatur vestri omnipotens Deus et, dimissis peccatis vestris, perducat vos ad vitam aeternam.

C. Amen.
S. Indulgentiam, absolutionem et remissionem peccatorum nostrorum tribuat nobis omnipotens et misericors Dominus.

[Nota: si fa il Segno della Croce].

C. Amen.»
Nella Messa senza popolo il Confiteor viene detto dal solo sacerdote e le parti del ministro non vengono dette.
Fino al 1962 un secondo Confiteor era recitato dal diacono o dal ministro dopo la comunione del celebrante, mentre restavano genuflessi. Nella Messa cantata questo era l'unico Confiteor che il popolo poteva ascoltare; dalla prima metà del XX secolo era uso che il popolo lo recitasse insieme al diacono o al ministro. Alla Messa pontificale il secondo Confiteor era cantato. Dopo il secondo Confiteor il celebrante genufletteva verso l'altare e quindi si rivolgeva verso il popolo con la faccia verso il lato dell'Epistola dicendo Misereatur vestri e Indulgentiam, absolutionem et remissionem peccatorum vestrorum tribuat vobis omnipotens et misericors Dominus.. Pur essendo stato espunto dal Messale del 1962, il secondo Confiteor da alcuni è stato conservato nella prassi.

## Gesto
Il Messale tridentino prescrive che recitando il Confiteor ci si batta il petto tre volte alle parole mea culpa, mea culpa, mea maxima culpa. Il messale successivo al Vaticano II dice solo di battersi il petto, senza specificare il numero delle volte. La Sezione per il Culto Divino della Congregazione per il Culto Divino e la Disciplina dei Sacramenti ha chiarito che è sufficiente battersi una volta il petto.
Mentre pronuncia il Confiteor fino all'Amen dopo il Misereatur tui il sacerdote sta profondamente chinato verso l'altare; alla Messa solenne si volge verso i ministri dicendo vobis, fratres e vos, fratres. I ministri stanno in ginocchio, profondamente chinati verso il sacerdote mentre dicono il Misereatur tui, poi verso l'altare recitando il Confiteor e si volgono verso il sacerdote alle parole tibi, pater e te, pater, rimangono chinati ascoltando il Misereatur vestri fino all'inizio dell'assoluzione Indulgentiam.

## Curiosità
Alan Menken e Stephen Schwartz hanno preso il primo verso di questo testo sacro per la colonna sonora Fuoco dell'Inferno nel film Disney Il gobbo di Notre Dame.